# Thierry Issiémou
Thierry Issiémou (Libreville, 31 marzo 1983) è un calciatore gabonese, centrocampista dell'AC Bongoville.

## Carriera

### Club
Ha giocato nel campionato gabonese, ungherese, polacco e tunisino

### Nazionale
Con la maglia della Nazionale ha collezionato 30 presenze.